# Tylototriton taliangensis
Tylototriton taliangensis é uma espécie de anfíbio caudado pertencente à família Salamandridae. Endêmica da China.